# Naytahwaush
Naytahwaush é uma Região censo-designada localizada no estado americano de Minnesota, no Condado de Mahnomen.

## Demografia
Segundo o censo americano de 2000, a sua população era de 583 habitantes.

## Geografia
De acordo com o United States Census Bureau tem uma área de
51,2 km², dos quais 50,4 km² cobertos por terra e 0,8 km² cobertos por água.

## Localidades na vizinhança
O diagrama seguinte representa as localidades num raio de 28 km ao redor de Naytahwaush.